# Gil Eanes
Gil Eanes také Eannes (portugalsky ʒiɫ iˈɐnɨʃ) (*? 15. století, Portugalsko - †?) byl portugalský mořeplavec ve službách prince Jindřicha Mořeplavce. O jeho cestách se dochovalo velmi málo informací. Je jisté, že od roku 1433 podnikl několik cest podél západního pobřeží Afriky a doplul až ke Kanárským ostrovům a k mysu Búdždúr, dnes zde leží stejnojmenné město v Západní Sahaře. Dál se bál, a proto se vrátil do Lagosu v Portugalsku. Následujícího roku se mu podařilo obávaný mys obeplout, čímž se stal prvním Evropanem, kterému se to podařilo, a otevřel tak možnosti k dalším plavbám podél pobřeží. V roce 1435 podnikl třetí cestu. Proplul kolem mysu Búdždúr dál na jih, kde se mu podařilo asi 150 kilometrů jižně od mysu přistát u pobřeží Afriky, kde objevil stopy lidí.